# Ейская улица (Москва)
Е́йская у́лица (до 1 декабря 1967 года — Кооперати́вная у́лица, до 1960 года — Кооперати́вная у́лица города Люблино) — улица в Юго-Восточном административном округе города Москвы на территории района Люблино.

## История
Улица находится на территории бывшего города Люблино, где она называлась Кооперати́вная у́лица. Участок улицы между современными Кубанской и Ставропольской улицами был выделен в проспект 40 лет Октября (образован в 1957 году). В 1960 году город Люблино вошёл в состав Москвы, улица сохранила своё название, а 1 декабря 1967 года получила современное название по городу Ейску на Азовском море в связи с расположением улицы на юго-востоке Москвы.

## Расположение
Ейская улица проходит от Летней улицы и Люблинского парка на юг, пересекает Тихую улицу, проходит до Кубанской улицы, за которой продолжается как проспект 40 лет Октября. Нумерация домов начинается от Летней улицы.

## Примечательные здания и сооружения
По чётной стороне:
- д. 6 — Конный двор усадьбы Люблино: здание парадных конюшен[6].

По нечётной стороне:
- д. 5/9 — коррекционная школа Святого Георгия[7].

## Транспорт

### Наземный транспорт
По Ейской улице проходит маршрут автобуса 312, но не делает на ней остановку. В непосредственной близости от Ейской улицы имеются остановки «Тихая улица» и «Кубанская улица» автобуса 312.
Западнее улицы, на Люблинской улице, расположена остановка «Станция Люблино» автобусов 54, 350, 623, 650, т50, восточнее, на Краснодонской улице, — остановки «Академия труда» и «Школа имени Достоевского» автобусов 228, 312, 336, 522, 551, 551к, 658, 713, с4, с9, т74, н5.

### Метро
- Станция метро «Волжская» Люблинско-Дмитровской линии — северо-восточнее улицы, на Краснодонской улице.

### Железнодорожный транспорт
Станция Люблино (в границах станции Люблино-Сортировочное) Курского направления Московской железной дороги — западнее улицы, между Кубанской улицей и улицей Полбина.

## Галерея

улица Ейская
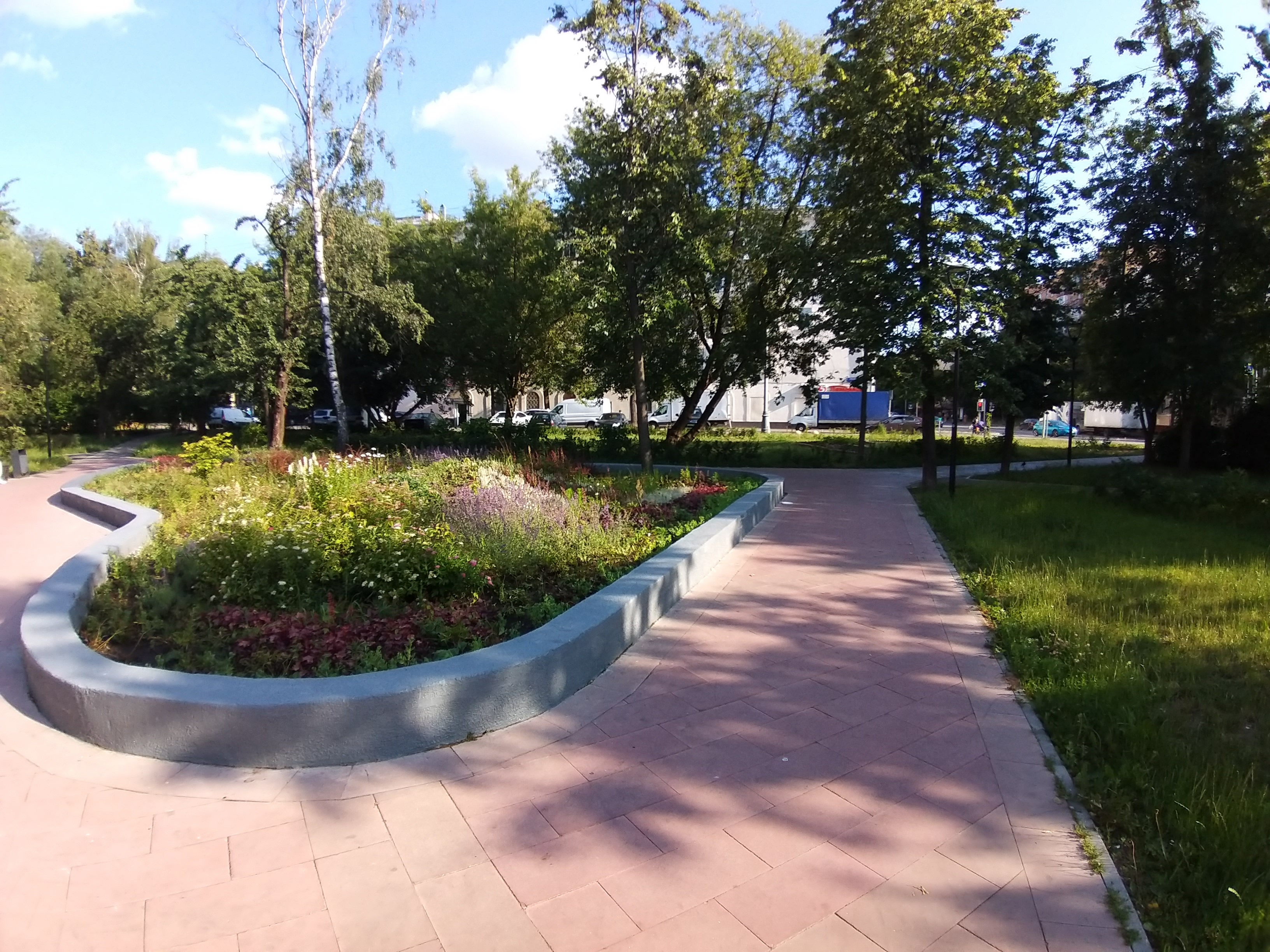
лумба, Сквер на улице Ейская
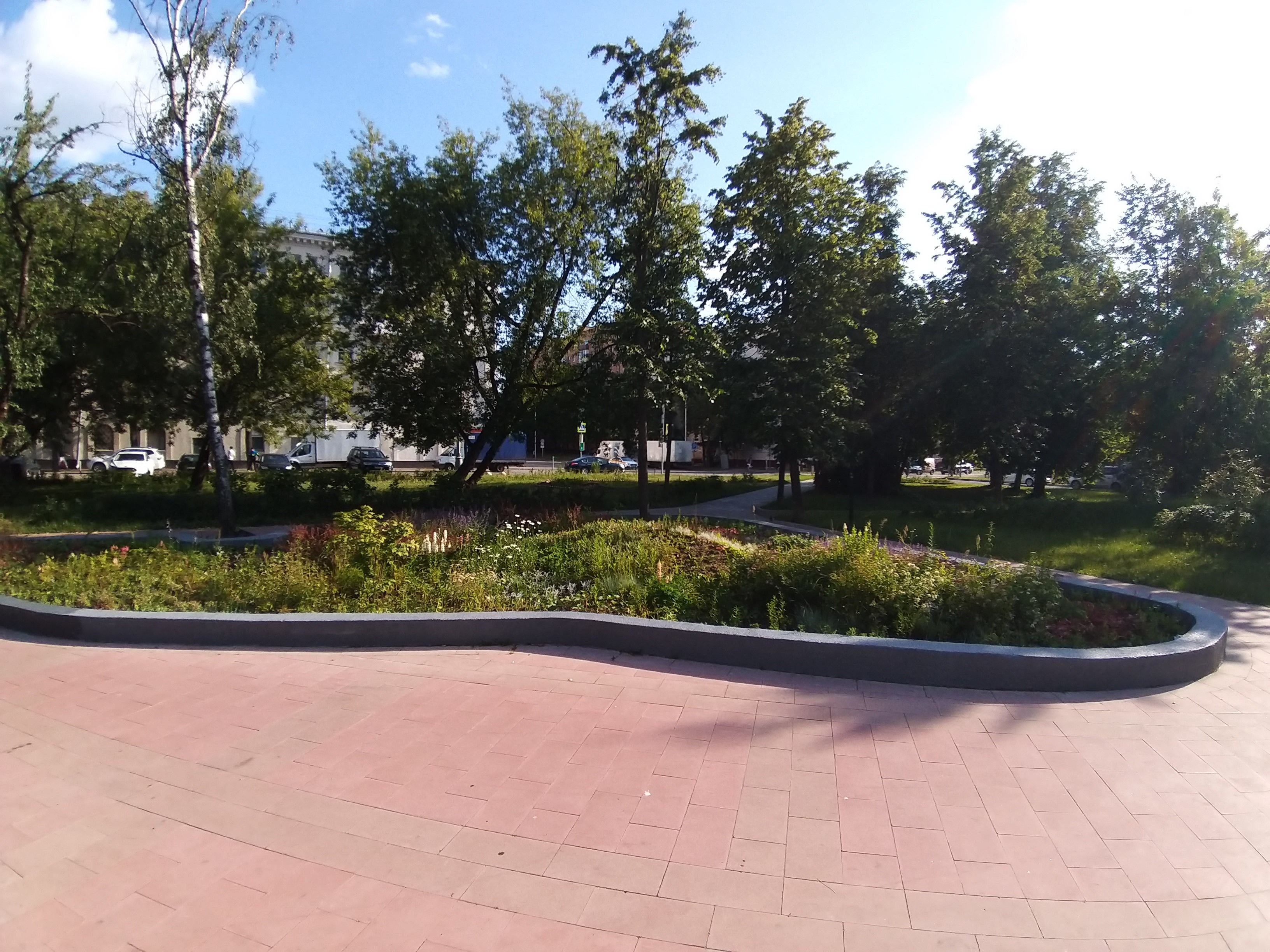
Сквер на улице Ейская
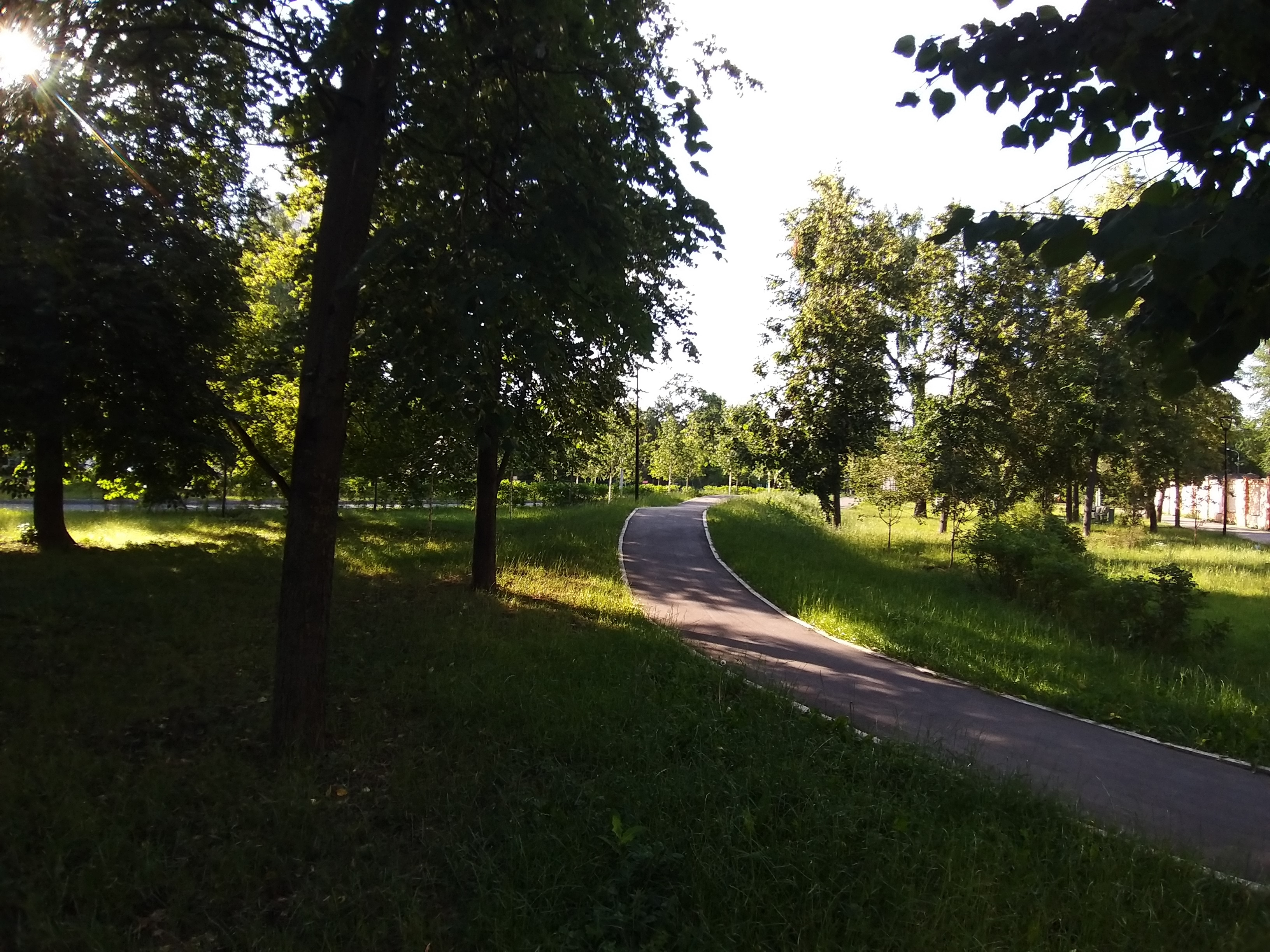
Аллея, Сквер на улице Ейская
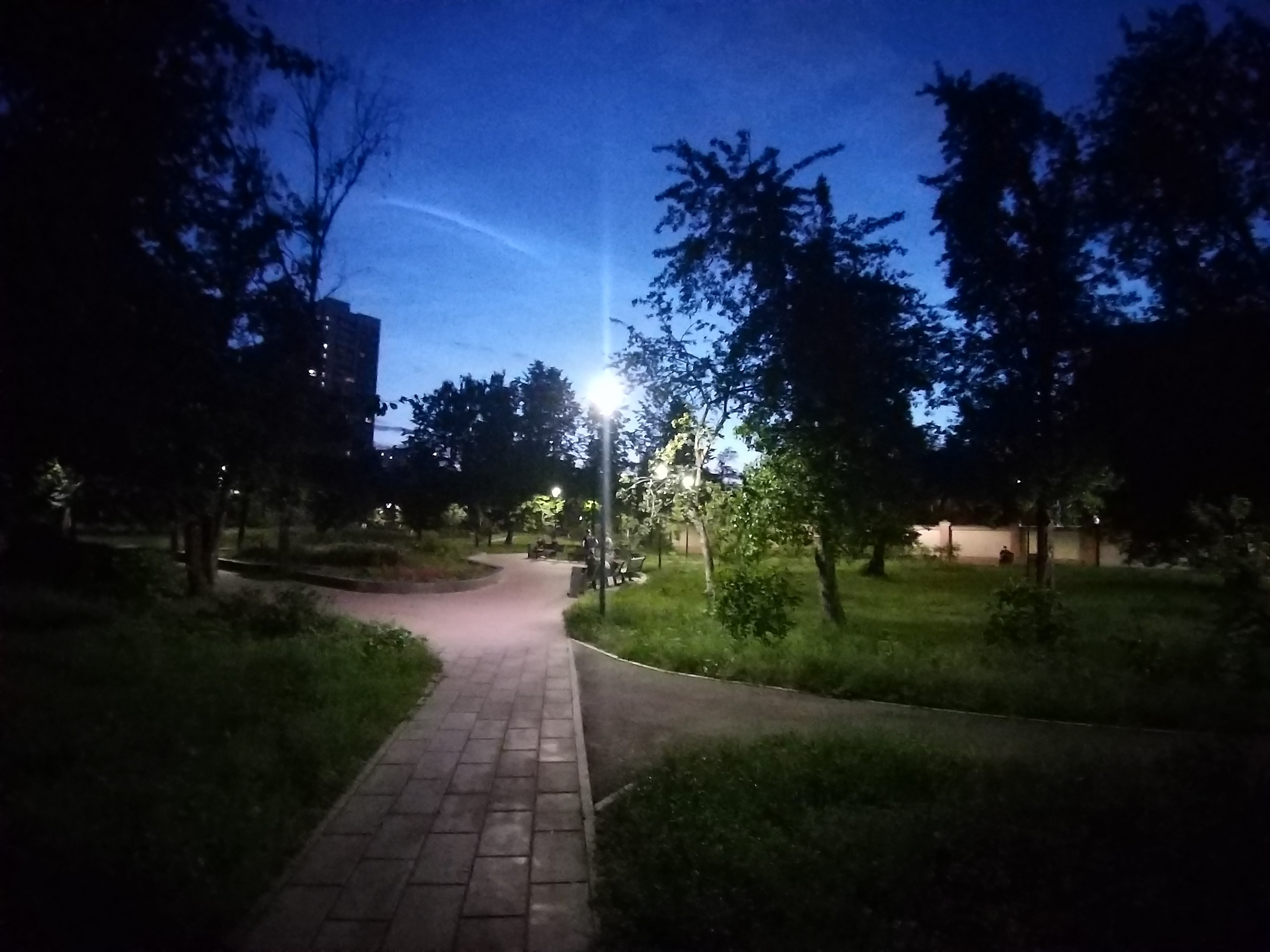
Сквер у улицы Ейская вечером
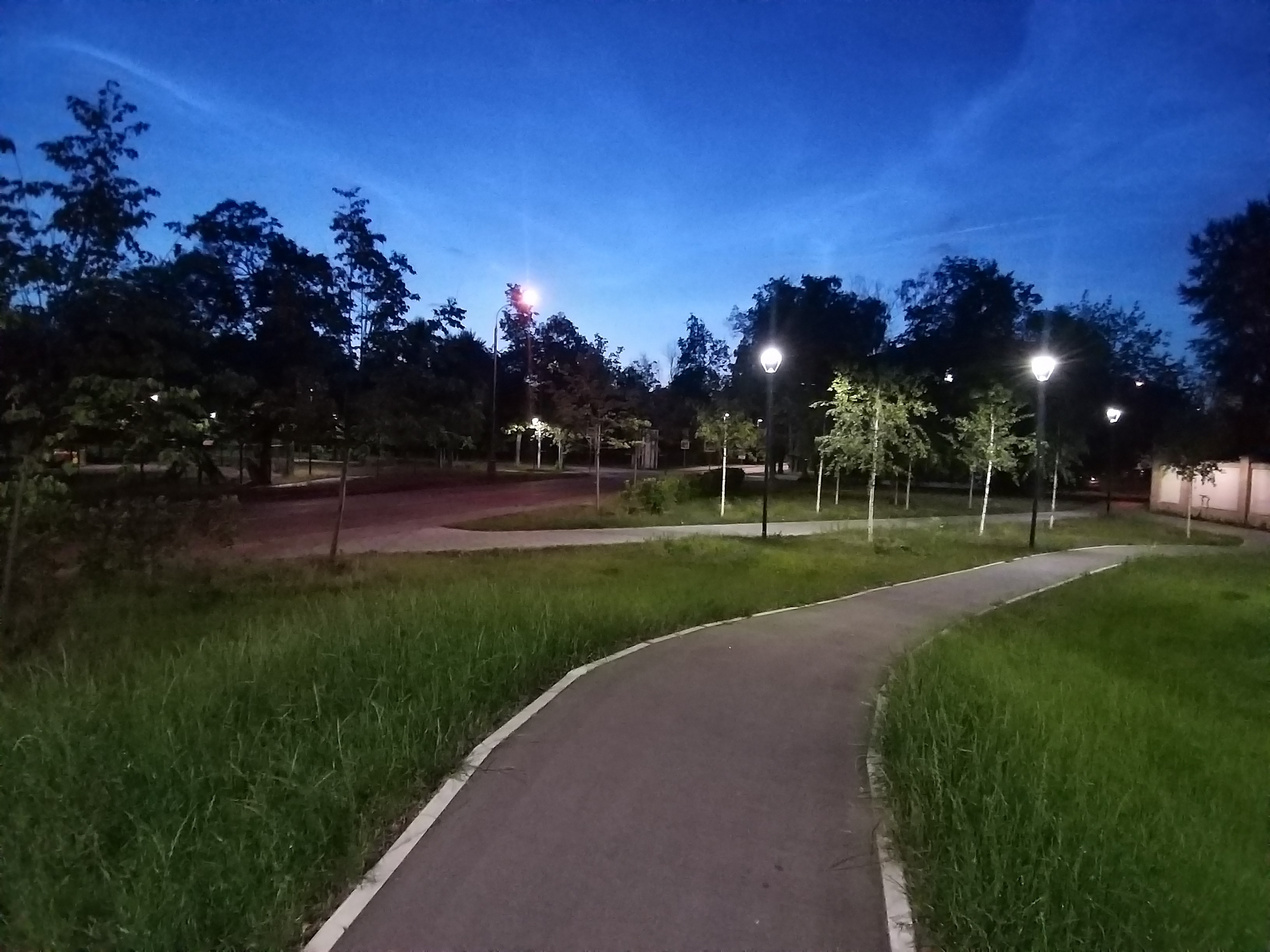
Аллея, Сквер у улицы Ейская вечером